# NGC 362
NGC 362 é um aglomerado globular na direção da constelação de Tucana. O objeto foi descoberto pelo astrônomo James Dunlop em 1826, usando um telescópio refletor com abertura de 9 polegadas. Devido a sua moderada magnitude aparente (+6,8), é visível apenas com telescópios amadores ou com equipamentos superiores.